# میکله گوبی
میکله گوبی (ایتالیایی: Michele Gobbi؛ زادهٔ ۱۰ اوت ۱۹۷۷) دوچرخه‌سوار اهل ایتالیا است. وی در مسابقات جیرو دیتالیا شرکت کرده است.